# Красная книга
Кра́сная кни́га — аннотированный список редких и находящихся под угрозой исчезновения или исчезнувших животных, растений и грибов.
Красная книга является основным документом, в котором обобщены материалы о современном состоянии редких и находящихся под угрозой исчезновения видов растений и животных, на основании которых проводится разработка научных и практических мер, направленных на их охрану, воспроизводство и рациональное использование.
В Красную книгу заносят виды растений и животных, которые постоянно или временно растут либо обитают в естественных условиях на определённой территории (преимущественно территории отдельно взятой страны) и находятся под угрозой исчезновения. Виды животных и растений, занесённые в Красную книгу, подлежат особой охране на всей отдельно взятой территории, которую охватывает конкретное издание Красной книги.

## Красная книга МСОП
Международный союз охраны природы (МСОП) в 1948 году объединил и возглавил работы по охране живой природы государственных, научных и общественных организаций в большинстве стран мира. В 1949 году в числе первых его решений было создание постоянной Комиссии по редким видам (англ. Species Survival Commission). Её задачами было изучение состояния редких видов растений и животных, находящихся под угрозой исчезновения, проведение разработки и подготовки проектов международных и межнациональных конвенций и договоров, составление кадастров подобных видов и выработка соответствующих рекомендаций по их дальнейшей охране.
Основной целью Комиссии было создание всемирного аннотированного списка (кадастра) животных, которым по тем или иным причинам угрожает вымирание. Председатель Комиссии Питер Скотт предложил назвать данный список Красной книгой (англ. Red Data Book) для того, чтобы придать ему ёмкое значение, так как красный цвет символизирует собой также среди прочего и опасность. Красную книгу МСОП часто называют Международной красной книгой. Данное название использовалось в отечественной научно-популярной литературе времён СССР.

### Издания Красной книги МСОП
Первое издание Красной книги МСОП вышло в свет в 1963 году. Это было «пилотное» издание с небольшим тиражом. В два его тома вошли сведения о 211 видах и подвидах млекопитающих и 312 видах и подвидах птиц. Красная книга рассылалась по списку видным государственным деятелям и учёным. По мере накопления новой информации, как и планировалось, адресатам высылались дополнительные листы для замены устаревших.
Три тома второго издания книги вышли в 1966—1971 годах. Теперь у неё был «книжный» формат (21,0 × 14,5 см), но, как и первое издание, она имела вид перекидного толстого календаря, любой лист которого мог быть заменён новым. Книга по-прежнему не была рассчитана на широкую продажу, она рассылалась по списку природоохранным учреждениям, организациям и отдельным учёным. В первый том книги вошли сведения о 236 видах (292 подвидах) млекопитающих, во второй — о 287 видах (341 подвиде) птиц и в третий — о 119 видах и подвидах рептилий и 34 видах и подвидах амфибий.
Постепенно Красная книга МСОП совершенствовалась и пополнялась. В третье издание, тома которого начали выходить в 1972 году, были включены сведения уже о 528 видах и подвидах млекопитающих, 619 видах птиц и 153 видах и подвидах рептилий и амфибий. Была изменена и рубрикация отдельных листов. Первая рубрика посвящена характеристике статуса и современного состояния вида, последующие — географическому распространению, популяционной структуре и численности, характеристике местообитаний, действующим и предлагаемым мерам по охране, характеристике содержащихся в зоопарках животных, источникам информации (литературе).
Последнее, четвёртое «типовое» издание, вышедшее в 1978—1980 годах, включает 226 видов и 79 подвидов млекопитающих, 181 вид и 77 подвидов птиц, 77 видов и 21 подвид рептилий, 35 видов и 5 подвидов амфибий, 168 видов и 25 подвидов рыб. Среди них 7 восстановленных видов и подвидов млекопитающих, 4 — птиц, 2 вида рептилий. Сокращение числа форм в последнем издании Красной книги произошло не только за счёт успешной охраны, но и в результате более точной информации, полученной в последние годы.
Работа над Красной книгой МСОП продолжается. Это документ постоянного действия, поскольку условия обитания животных меняются и всё новые и новые виды могут оказаться в катастрофическом положении. Вместе с тем усилия, предпринимаемые человеком, дают хорошие плоды, о чём свидетельствуют зелёные её листы.

### Красный список угрожаемых видов
Вторая ветвь «бифуркации» идеи Красной книги — появление совершенно новой формы информации о редких животных в виде издания «Красных списков находящихся под угрозой видов» (англ. IUCN Red List of Threatened Animals). Они выходят также под эгидой МСОП (Международный союз охраны природы), но официально и практически не являются вариантом Красной книги, не аналогичны ей, хотя и близки к этому. Такие списки опубликованы в 1988, 1990, 1994, 1996 и 1998 годах.

Структурную основу новой системы образуют два главных блока:
а) таксоны, исчезнувшие (EX),
б) таксоны низкого риска (LC).
Первый блок подразделяется на три категории:
- Таксоны, находящиеся на грани полного исчезновения (CR, от Critically Endangered)
- Вымирающие таксоны (EN, от Endangered)
- Уязвимые таксоны (VU, от Vulnerable)

Эти три категории и являются основными, предупреждающими о серьёзности утраты представителей таксона в недалёком будущем. Именно они и составляют основной массив таксонов, заносимых в Красные книги различного ранга.
Второй блок включает представителей, не относящихся ни к одной из категорий первой группы, и состоит из следующих категорий:
- Таксоны, близкие к уязвимому положению (NT, от Near Threatened)
- Таксоны, вызывающие наименьшие опасения (LC, от Least Concern)

Ранее в этот блок также входил статус таксонов, зависимых от усилий по сохранению (CD, от Conservation Dependent), но с 2001 года этот статус более не присваивается — некоторые таксоны были переклассифицированы как таксоны, близкие к уязвимому положению (NT), для некоторых переклассификация ещё не произошла и статус сохраняется.
Несколько особняком стоят ещё две категории, не имеющие непосредственного отношения к проблемам охраны:
- Исчезнувшие таксоны (EX, от Extinct)
- Таксоны, исчезнувшие в дикой природе (EW, от Extinct in the Wild)

Также имеются две категории для таксонов, у которых статус не определён:
- Таксоны, для оценки угрозы которым недостаточно данных (DD, от Data Deficient)
- Таксоны, угроза для которых не оценивалась (NE, от Not Evaluated)

Красная книга МСОП, как и Красные листы, не является юридическим (правовым) документом, а носит исключительно рекомендательный характер. Она охватывает животный мир в глобальном масштабе и содержит рекомендации по охране, адресованные странам и правительствам, на территории которых сложилась для животных угрожающая ситуация.

## Красные книги стран мира
В отличие от большинства Красных книг как мировых, так и национального уровней, занесение видов в Красную книгу России, Белоруссии, Украины, Молдавии и других постсоветских стран автоматически влечёт за собой возникновение законодательной защиты для данных видов, поскольку Красные книги в постсоветских странах являются юридически значимыми документами, а также практическими руководствами и инструментами для защиты редких видов. В подобных же изданиях других стран внесение видов в Красную книгу не всегда означает взятие его под охрану государства.
В Польше, как и во всём Евросоюзе, действует наднациональное европейское законодательство, предусматривающее дополнительные способы охраны биологического разнообразия. Красные книги Польши при этом являются только научными справочно-популяризаторскими изданиями, не имеющими юридического статуса и содержащими информацию о редких видах: то есть законодательной защиты редких и исчезающих видов, согласно Красной книге Польши, не предусмотрено.
В США Красной книги как таковой нет, её заменяет Закон «Об исчезающих видах», принятый в 1973 году. Согласно ему запрещается строительство любых сооружений, если будет доказано, что в результате этого будет уничтожено место обитания редкого вида. Другое отличие закона заключается в том, что если виды, подлежащие охране, трудно различаются между собой, то обычные виды, похожие на редких, также подлежат охране. Закон запрещает торговлю редкими видами, а также предоставляет США возможность поощрять, в том числе финансово, иностранные государства предпринимать меры по охране редких видов.

## Красная книга России
«Красная книга Российской Федерации» — аннотированный список редких и находящихся под угрозой исчезновения животных, растений и грибов, обитающих на территории РФ.

## Красная книга СССР
«Красная книга СССР» — аннотированный список редких и находившихся под угрозой исчезновения животных, растений и грибов, обитавших на территории СССР.